# Stefan Frenkel
Stefan Frenkel   (Varsòvia, 21 de novembre de 1902 - Nova York, 1 de març de 1979) va ser violinista, professor de violí i compositor jueu.

## Biografia
Stefan Frenkel va prendre les primeres lliçons de violí del seu oncle Moritz Frenkel i va debutar a Varsòvia amb el Concert per a violí de Txaikovski. Del 1919 al 1921 va estudiar violí amb Adolf Busch i Carl Flesch a Berlín, prenent classes de composició amb Friedrich Ernst Koch a l'Acadèmia de Música de Berlín. Del 1924 al 1927 Frenkel va ser el concertista de la Filharmònica de Dresden, que Frenkel va interpretar sota la direcció Szymon Goldberg. També va actuar a Dresden com a solista i músic de cambra. Es va convertir en membre de la "International Society for New Music" i també va participar en els seus festivals, treballant amb el pianista i organitzador de Dresden Paul Aron. Van actuar junts com a part del cicle de concerts "New Music Paul Aron" i van tocar obres de Karol Rathaus, Paul Amadeus Pisk, Béla Bartók, Philipp Jarnach, Hermann Reutter i Maurice Ravel. A Dresden, Frenkel va interpretar la primera representació de "Phantasie" per a violí i orquestra de Josef Suk. També va participar en les representacions d'obres de Paul Hindemith. El 1927 Frenkel va organitzar la primera representació del Concert per a violí i orquestra de vent de Kurt Weill a Dresden i el 1929 va realitzar la primera interpretació del seu Concert per a violí i orquestra de corda a Dresden.
Després que els nacionalsocialistes arribessin al poder, només va poder fer concerts com a part dels esdeveniments de l'Associació Cultural Jueva. Per a això va treballar el 1934 al Berlin Beethoven Hall, a Frankfurt del Main, a Karlsruhe i a Würzburg, el 1935 va tocar a Colònia. Un concert anunciat a Dresden el 1935 ja no va tenir lloc. Va emigrar a Suïssa i es va convertir en concertista a lOrchestre de la Suisse Romande de Ginebra. El 1936 s'exilià als Estats Units i fou el primer concertista de l'Opera Metropolitana de Nova York del 1936 al 1940. Després va treballar com a concertista (a l'òpera de Rio de Janeiro i a Santa Fe), com a professor de violí (1964–1968 a la Universitat de Princeton) i com a solista i músic de cambra. Va morir el 1979 a Nova York.

## Obres
- Stefan Frenkel va compondre un concert per a violí, una sonata per a violí, música de cambra i una peça per a piano.